# Craig Monk
Craig Monk, född den 23 maj 1967 i Stratford, Nya Zeeland, är en nyzeeländsk seglare.
Han tog OS-brons i finnjolle i samband med de olympiska seglingstävlingarna 1992 i Barcelona.